# Erie SeaWolves
Los Erie SeaWolves (Lobos Marinos) son un equipo de béisbol profesional estadounidense con sede en Erie (Pensilvania). Compiten en las Ligas Menores de Béisbol (inglés: Minor League Baseball) como miembros de la División Suroeste de la Eastern League (Liga Oriental), sirviendo como filial Doble-A de los Detroit Tigers (Tigres). El equipo fue fundado en 1989 y comenzó a jugar en Erie durante la temporada de 1995. Los SeaWolves actualmente juegan sus partidos en casa en UPMC Park (Parque UPMC) en el centro de Erie, una parte de la Plaza «Louis J. Tullio» junto con la Erie Insurance Arena y el Warner Theatre (Teatro Warner).
El nombre «SeaWolves» se refiere a la ubicación de la ciudad a lo largo del Lago Erie, así como a su afiliación original con los Pittsburgh Pirates (Piratas). «Lobo marino» es un epíteto histórico para los marineros que se dedicaban a la piratería. Coincidentemente, el apodo de «Piratas» se originó con la búsqueda de los Pittsburgh Alleghenys del segunda base y nativo de Erie, Lou Bierbauer, en 1891. Bierbauer comenzó su carrera con los Philadelphia Athletics (Atléticos de Filadelfia) de la American Association (Asociación Americana), y luego se unió a Brooklyn Ward's Wonders (Maravillas de Ward de Brooklyn) de la recién descubierta Players' League (Liga de Jugadores) para la temporada de 1890. Cuando la Players' League cerró en 1891, la mayoría de los miembros volvieron a sus antiguos clubes de la National League (Liga Nacional) o de la American Association. Sin embargo, Bierbauer nunca firmó un contrato para regresar a los Athletics, y los Alleghenys estaban decididos a firmarlo antes de que otros equipos se dieran cuenta. Ned Hanlon, gerente de los Alleghenys, desafió las heladas condiciones de la península de Presque Isle en Erie durante una tormenta de nieve para internar a Bierbauer. Cuando los Athletics se enteraron de este acuerdo secreto, se opusieron al fichaje de Bierbauer y exigieron su regreso a su club. Un funcionario de la American Association también se opuso al contrato de Bierbauer con los Alleghenys y calificó sus acciones «pirático.» Sin embargo, la liga falló a favor de los Alleghenys y adquirieron a Bierbauer como agente libre. Poco después, tanto los jugadores como sus fanáticos se refirieron al equipo como los «Pittsburgh Pirates.» En 1891, el club se renombró oficialmente como «Piratas,» tomando a la ligera a sus críticos.

## Historia
El 20 de junio de 1995, los Erie SeaWolves derrotaron a los Jamestown Jammers (Mermeladeros de Jamestown) en su juego inaugural en Erie. José Guillén, de la República Dominicana y alumno de las Grandes Ligas de Béisbol (inglés: Major League Baseball), conectó el jonrón decisivo para el equipo. Comenzó el club SeaWolves en 1989 como Welland Pirates, con base en Welland (Ontario) como miembro de la New York–Penn League (Liga de Nueva York–Pen) de temporada corta. El equipo jugó en el Welland Stadium (Estadio Welland) de 1989 a 1994 y estuvo afiliado a los Pittsburgh Pirates. Cuando los Welland Pirates se mudaron a Erie en 1995, fueron renombrados como «Erie SeaWolves.» La reubicación del equipo de Welland a Erie obligó a la encarnación de la Frontier League de los Erie Sailors a reubicarse en Johnstown (Pensilvania) donde se convirtieron en el Johnstown Steal (este equipo es ahora conocido como Florence Y'alls (Todos Ustedes), con sede en Florence (Kentucky). Antes de eso, había otro equipo llamado Erie Sailors que jugaba en la New York–Penn League. Sin embargo, se trasladaron a Wappingers Falls (Nueva York) (convirtiéndose en los Hudson Valley Renegades [Renegados]) porque el propietario del equipo, Marvin Goldklang, no actualizó el Ainsworth Field (Campo Ainsworth) a las especificaciones de las Grandes Ligas. Una vez que el gobierno cívico obtuvo una subvención de $ 8 millones de la Mancomunidad de Pensilvania para construir UPMC Park (entonces conocido como Jerry Uht Park [Parque Jerry Uht]), los Welland Pirates se mudaron a Erie. Si bien Erie carecía de béisbol afiliado en 1994, la ciudad presentó una franquicia de béisbol independiente en la Frontier League (Liga Fronteriza) y reutilizó el nombre «Sailors» (Marineros). Los SeaWolves tienen éxito en varias franquicias de béisbol con sede en Erie, a saber, todas las versiones de los Erie Sailors (la franquicia de la New York–Penn League ahora se llama State College Spikes [Picos]).
Los SeaWolves sirvieron como afiliados de los Pittsburgh Pirates de 1995 a 1998. En 1999, la Doble-A Eastern League agregó dos franquicias de expansión, y Erie ganó una de ellas. El equipo se unió a la Liga Oriental después de pasar del nivel A de temporada corta al nivel Doble-A. Por lo tanto, la organización actual de SeaWolves se considera una continuación de la anterior a pesar de que cambió de clase. Las Ligas Menores permitió a Erie mantener sus récords e historial de la New York–Penn League como miembro de la Eastern League. Posteriormente, los Mahoning Valley Scrappers (Chatarreros) los reemplazaron en la New York–Penn League, que oficialmente se considera una franquicia de expansión en lugar de una continuación de los SeaWolves.
Los SeaWolves se convirtieron en afiliados de los Anaheim Angels (Ángeles) después de pasar al nivel Doble-A. El equipo cambió a los Detroit Tigers en 2001, con quienes continúan afiliados.
Junto con la reestructuración de las Ligas Menores de Béisbol de las Grandes Ligas de Béisbol en 2021, los SeaWolves se organizaron en Double-A Northeast (Doble-A Noreste).

### Propiedad
Palisades Baseball originalmente era propietario de los Erie SeaWolves cuando comenzaron a jugar en 1995. En 2003, Palisades vendió el equipo a Mandalay Sports Entertainment, un anterior propietario/operador de varios clubes de las Ligas Menores. El 27 de marzo de 2015, se presentó a Fernando Aguirre como propietario de los SeaWolves. Aguirre, un ejecutivo veterano de Procter & Gamble (P&G) y Chiquita Brands International, compró el equipo de Mandalay por un monto no revelado y anunció su intención de mantener el equipo en Erie. Aguirre también posee una participación minoritaria de los Cincinnati Reds (Rojos) de las Grandes Ligas, y una tercera parte de los Myrtle Beach Pelicans (Pelícanos), la filial Single-A de los Chicago Cubs (Cachorros) en la Carolina League (Liga de Carolina).

## Logos y uniformes
Los colores principales de los Erie SeaWolves son el negro, el rojo y el blanco, con detalles menores en dorado y gris. El logotipo principal incluye un «lobo pirata» estilizado centrado sobre dos bates de béisbol que se cruzan completos con empuñaduras de espada. La denominativa se arquea en línea con el tricorne del lobo en blanco, negro y dorado. Los SeaWolves también tienen un logotipo secundario con una bandera pirata desgastada en una «espada-bate,» cargada con una letra roja E. Este emblema alude al apodo de Erie, «Flagship City,» una referencia al USS Niágara que el comodoro Oliver Hazard Perry comandó durante su victoria de 1813 sobre la Marina Real británica en la Batalla del Lago Erie.
Los uniformes locales incluyen una gorra negra cargada con el logotipo de «lobo con bandana» y camisetas blancas con ribetes negros. La denominativa «SeaWolves» se arquea en la parte delantera en letras negras con un contorno rojo y el logotipo cruzado de «espada-bate» en la manga izquierda. Los uniformes de visitante cuentan con una camiseta gris con ribetes negros, la denominativa «Erie» en rojo con contorno negro y el logotipo cruzado de «espada-bate» en la manga izquierda. La camiseta alternativa es roja con ribetes negros e incluye la denominativa «Erie» en blanco con contorno negro; el logotipo de «lobo tricornio» ocupa la manga izquierda. Para la temporada 2014, los SeaWolves agregaron una gorra con panel negro, blanco y rojo con una camiseta alternativa negra a juego. Ambos incluyen el logo del «lobo pirata.» En 2016, el equipo debutó con otra gorra alternativa con una corona negra con una visera roja, cargada con el logotipo de «lobo con bandana.»

## Cultura

### Mascotas
La mascota oficial de los lobos marinos de Erie es un antropomórfico cánido gris llamado C. Wolf. Viste la camiseta alternativa roja oficial del equipo con un sombrero de pirata, un pañuelo rojo y blanco y un parche en el ojo. Sus amigos incluyen Paws (la mascota oficial de los Tigres de Detroit), así como tres salchichas antropomórficas patrocinadas por Smith's Provision Company, con sede en Erie: Kenny la Kiełbasa, Herbie el Perrito Caliente, y Santino la Salchicha Italiana.

## Promociones

### Noche de dólar
«Buck de dólar» es una promoción muy celebrada de Erie SeaWolves en UPMC Park. Se lleva a cabo varias veces cada temporada, lo que permite a los fanáticos que han pagado por asientos reservados comprar alimentos específicos por solo $1.00 cada uno. El menú incluye perritos calientes, palomitas de maíz, refrescos y cerveza estadounidense.

#### Noche de hechos alternativos
El 10 de marzo de 2017, los Erie SeaWolves llegaron a los titulares nacionales por su próxima promoción «Noche de hechos alternativos,» que se llevó a cabo el viernes 25 de agosto de 2017. Su oponente fue el Akron RubberDucks (Patos de Goma), cuyo nombre alternativo era «Juguetes Amarillos del Baño de Akron» para el juego. La promoción es una referencia a una cultura popular tendencia que sigue a una noticia en la que Kellyanne Conway, Consejera del presidente de EE. UU., Donald Trump, acuñó el frase «hechos alternativos» para reforzar una afirmación en disputa del Secretario de Prensa de la Casa Blanca, Sean Spicer, de que más personas asistieron a la inauguración presidencial de Trump el 20 de enero de 2017 que la primera toma de posesión de Barack Obama el 20 de enero de 2009. Los SeaWolves organizarán la Noche de Hechos Alternativos para «celebrar hechos que el equipo sabe que son ciertos—incluso si algunos medios de comunicación los cuestionan.» Como parte de la promoción, los primeros 1,000 fanáticos recibirán un anillo de Campeonato de la Eastern League de los SeaWolves 2016, aunque el título en realidad lo ganaron los RubberDucks. El club también espera que 1,2 millones de aficionados asistan al partido entre Erie y Akron, aunque el UPMC Park solo tiene capacidad para 6.000 espectadores. Las ganancias reales de la Noche de hechos alternativos se destinarán al Distrito Escolar de la Ciudad de Erie (School District of the City of Erie).
Anticipándose a la «Noche de hechos alternativos,» Fernando Aguirre publicó un mensaje en Twitter que decía: «¡Esto es enorme! #AlternativeFacts. Construiremos un muro del campo derecho y Akron lo pagará. Lo prometo. Esta fue una parodia de la campaña política de Donald Trump, en la que afirmó: «Construiría un gran muro, y nadie construye muros mejor que yo, créanme—y los construiré a muy bajo costo. Construiré un gran, gran muro en nuestro frontera sur. Y haré que México pague por ese muro. Recuerda mis palabras.»

### Servicio comunitario
Los Erie SeaWolves participan en muchos esfuerzos filantrópicos en Erie y sus comunidades circundantes. Las iniciativas clave del equipo incluyen UPMC Health Plan Paint the Park Pink Weekend para beneficiar organizaciones benéficas locales contra el cáncer, Northwest Savings Bank campaña de equipo de guantes para niños y Día Sensorial-Amigable en el estadio de béisbol en asociación con la Sociedad de Autismo del Pensilvania Noroeste. El equipo también patrocina programas deportivos y educativos para jóvenes a través del Fondo Comunitario SeaWolves. El 16 de septiembre de 2015, los Erie SeaWolves ganaron el Erie Times-News. Compromiso con el premio Erie por el servicio comunitario de una empresa con 50 empleados o menos.

## Radiodifusión
En febrero de 2017, los Erie SeaWolves extendieron su contrato de transmisión con WFNN Fox Sports Radio AM 1330: The Fan, una filial local de Connoisseur Media, para transmitir todos los juegos durante las temporadas 2017 y 2018. Greg Gania se ha desempeñado como la Voz de los SeaWolves desde 2006 y es el locutor de jugada por jugada con más antigüedad en la historia del equipo.

## Resultados temporada por temporada

### Resultados de la temporada en la New York–Penn League

#### Temporada regular
| Welland Pirates – 1989–1994 | Welland Pirates – 1989–1994 | Welland Pirates – 1989–1994 | Welland Pirates – 1989–1994 | Welland Pirates – 1989–1994 |
| Temporada                   | Afiliación                  | Mánager                     | Registro                    |                             |
| --------------------------- | --------------------------- | --------------------------- | --------------------------- | --------------------------- |
| 1989                        | Pirates                     | U. L. Washington            | 32–44, 5.º lugar Stedler    |                             |
| 1990                        | Pirates                     | Jack Lind                   | 36–42, 3.er lugar Stedler   |                             |
| 1991                        | Pirates                     | Lee Driggers                | 30–47, 6.º lugar Stedler    |                             |
| 1992                        | Pirates                     | Trent Jewett                | 31–46, 6.º lugar Stedler    |                             |
| 1993                        | Pirates                     | Larry Smith                 | 35–42, 5.º lugar Stedler    |                             |
| 1994                        | Pirates                     | Jeff Banister               | 30–44, 4.º lugar Stedler    |                             |

| Erie SeaWolves – 1995–1998 | Erie SeaWolves – 1995–1998 | Erie SeaWolves – 1995–1998 | Erie SeaWolves – 1995–1998 | Erie SeaWolves – 1995–1998 |
| Temporada                  | Afiliación                 | Mánager                    | Registro                   |                            |
| -------------------------- | -------------------------- | -------------------------- | -------------------------- | -------------------------- |
| 1995                       | Pirates                    | Scott Little               | 34–41, 3.er lugar Stedler  |                            |
| 1996                       | Pirates                    | Jeff Richardson            | 30–46, 4.º lugar Stedler   |                            |
| 1997                       | Pirates                    | Marty Brown                | 50–26, 1o lugar Stedler    |                            |
| 1998                       | Pirates                    | Tracy Woodson              | 26–50, 4.º lugar Stedler   |                            |

#### Postemporada
- 1997: Perdió ante Pittsfield Mets, 2 juegos a 0, en la primera ronda

### Resultados de la temporada en la Eastern League

#### Temporada regular
| Erie SeaWolves – 1999–2020 | Erie SeaWolves – 1999–2020 | Erie SeaWolves – 1999–2020                           | Erie SeaWolves – 1999–2020                           | Erie SeaWolves – 1999–2020                           |                                                      |
| Temporada                  | Afiliación                 | Mánager                                              | Registro                                             |                                                      |                                                      |
| -------------------------- | -------------------------- | ---------------------------------------------------- | ---------------------------------------------------- | ---------------------------------------------------- | ---------------------------------------------------- |
| 1999                       | Angels                     | Garry Templeton                                      | 81-61, 1o lugar Sur                                  |                                                      |                                                      |
| 2000                       | Angels                     | Don Wakamatsu                                        | 47-94, 6.º lugar Sur                                 |                                                      |                                                      |
| 2001                       | Tigers                     | Luis Pujols                                          | 84-58, 1st lugar Sur                                 |                                                      |                                                      |
| 2002                       | Tigers                     | Kevin Bradshaw                                       | 52-89, 6.º lugar Sur                                 |                                                      |                                                      |
| 2003                       | Tigers                     | Kevin Bradshaw                                       | 72-70, 3.er lugar Sur                                |                                                      |                                                      |
| 2004                       | Tigers                     | Rick Sweet                                           | 80-62, 2.º lugar Sur                                 |                                                      |                                                      |
| 2005                       | Tigers                     | Duffy Dyer                                           | 63-79, 6.º lugar Sur                                 |                                                      |                                                      |
| 2006                       | Tigers                     | Duffy Dyer                                           | 60-81, 6.º lugar Sur                                 |                                                      |                                                      |
| 2007                       | Tigers                     | Matt Walbeck                                         | 81–59, 1o lugar Sur                                  |                                                      |                                                      |
| 2008                       | Tigers                     | Tom Brookens                                         | 68–74, 4.º lugar Sur                                 |                                                      |                                                      |
| 2009                       | Tigers                     | Tom Brookens                                         | 71-70, 4.º lugar Sur                                 |                                                      |                                                      |
| 2010                       | Tigers                     | Phil Nevin                                           | 66-76, 6.º lugar Oeste                               |                                                      |                                                      |
| 2011                       | Tigers                     | Chris Cron                                           | 67-75, 5.º lugar Oeste                               |                                                      |                                                      |
| 2012                       | Tigers                     | Chris Cron                                           | 57-84, 6.º place Oeste                               |                                                      |                                                      |
| 2013                       | Tigers                     | Chris Cron                                           | 76-66, 2.º lugar Oeste                               |                                                      |                                                      |
| 2014                       | Tigers                     | Lance Parrish                                        | 71-71, 4.º lugar Oeste                               |                                                      |                                                      |
| 2015                       | Tigers                     | Lance Parrish                                        | 64-78, 6.º lugar Oeste                               |                                                      |                                                      |
| 2016                       | Tigers                     | Lance Parrish                                        | 62-79, 4.º lugar Oeste                               |                                                      |                                                      |
| 2017                       | Tigers                     | Lance Parrish                                        | 65-75, 4.º lugar Oeste                               |                                                      |                                                      |
| 2018                       | Tigers                     | Andrew Graham                                        | 63-77, 5.º lugar Oeste                               |                                                      |                                                      |
| 2019                       | Tigers                     | Mike Rabelo                                          | 77-61, 1o lugar Oeste                                |                                                      |                                                      |
| 2020                       | Tigers                     | Temporada cancelada debido a la pandemia de COVID-19 | Temporada cancelada debido a la pandemia de COVID-19 | Temporada cancelada debido a la pandemia de COVID-19 | Temporada cancelada debido a la pandemia de COVID-19 |
| 2021                       | Tigers                     | Arnie Beyeler                                        | 64-55, 3.er lugar Sureste                            |                                                      |                                                      |

#### Postemporada
- 1999: Perdió ante los Harrisburg Senators (Senadores), 3 juegos a 1, en la primera ronda
- 2001: Perdió ante Reading Phillies (Filis), 3 juegos a 1, en la primera ronda
- 2004: Perdió ante Altoona Curve (Curva), 3 juegos a 0, en la primera ronda
- 2007: Perdió ante los Akron Aeros, 3 juegos a 1, en la primera ronda
- 2013: Perdió ante los Harrisburg Senators, 3 juegos a 1, en la primera ronda

## Alumnos notables
- A. J. Achter
- Álex Ávila
- José Azocar
- Sandy Báez
- Matt Beech
- Randor Bierd
- Beau Burrows
- Ramón Cabrera
- Anthony Castro
- Brent Clevlen
- Román Colón
- Brian Cooper
- Nate Cornejo
- Deivi Cruz
- Lance Davis
- Casey Fien
- Michael Fulmer
- Devon Travis
- Justin Verlander

## Números retirados
|                                                          |                                                                |
| Sam Jethroe                                              | Jackie Robinson                                                |
| JC Retirado por los Erie SeaWolves el 6 de junio de 2005 | 2B Retirado en todo béisbol profesional el 15 de abril de 1997 |